# ランディ&ザ・レインボウズ
ランディ&ザ・レインボウズ（Randy & The Rainbows）はアメリカの白人ドゥーワップコーラスグループ。1963年のヒット曲「デニス」で知られる。

## 来歴
1963年にニューヨークで結成。当初のメンバーはランディことドミニク・サフート、フランク・サフート、サル・ゼロ、マイク・ゼロ、ケン・アルチポウスキの5人。7月に発売された、新人ソングライターのニール・レヴァンソンが書いたデビュー曲「デニス」（Denise）がビルボードのチャートでトップ10入りする大ヒットとなる。同じレヴァンソン作の第2弾「ホワイ・ドゥ・キッズ・グロウ・アップ」もスマッシュヒットとなったが、以降大きな成功は得られなかった。
1977年、同じニューヨークのロックバンド、ブロンディが「デニス」をカバー。イギリスで2位にチャートインしている。（邦題「デニスに夢中」）
現在はサフート兄弟とマイク・ゼロは袂を分かち、それぞれが「ランディ&ザ・レインボウズ」を名乗って活動している。（サル・ゼロは引退。）